# Jacques-Émile Paris
Jacques-Émile Paris (* 13. Januar 1905 in Vendôme; † nach 1963) war ein französischer Botschafter.

## Leben
Jacques-Émile Paris war der Sohn von Germaine Ledere und Robert Paris. Er studierte an der École libre des sciences politiques.
Er heiratete Monique de Romrec de Vichenet. 1929 war er Attaché in Brüssel. 1929 war er Botschaftssekretär in Rio de Janeiro. Ab 1933 wurde er in Madrid und ab 1938 in Oslo beschäftigt. 1941 war er Geschäftsträger bei der norwegischen Exilregierung in London. Von September 1941 bis Oktober 1942 war er unter Charles de Gaulle innerhalb der Services de la France libre (eine Unterabteilung des Französischen Komitees für die Nationale Befreiung), Protokollchef des Commissariat des Affaires étrangères (Büro für Außenpolitik) in London. Von 1945 bis 1950 war er Botschafter in Sofia. Von 20. Mai 1950 bis 31. März 1955 war er Außerordentlicher Gesandter und Ministre plénipotentiaire, ab 30. September 1952 Botschafter in Damaskus. Von 22. März 1955 bis 31. Oktober 1956 war er Botschafter in Teheran. Von 1958 bis 1960 war er Ministre plénipotentiaire in Bukarest.
Von 1960 bis 1964 war er Botschafter in Dublin. Von 1960 bis 1964 war er Botschafter in Luxemburg.